# Adams (Oklahoma)
Adams è una comunità non incorporata rurale situata nella parte orientale della contea di Texas, Oklahoma, Stati Uniti. È situata a circa 32 km a est-nord-est del capoluogo della contea, Guymon. La comunità è situata 9 km a nord-nord-est del lago Optima. L'ufficio postale fu aperto il 14 giugno 1930. La comunità è intitolata a Jesse L. Adams, ingegnere per la Rock Island Railroad.
È il sito dell'Adams Woodframe Grain Elevator, che fa parte del National Register of Historic Places (NRHP). La comunità, così come il suo silo, furono stabiliti nel 1926. Il silo è inutilizzato dagli anni 1980 e ora è condannato all'abbattimento a causa del pericolo di collasso.